# 高橋典子 (バトントワラー)
高橋 典子 （たかはし のりこ、1970年7月15日 - ）は、バトントワラー。
6歳からバトントワリングを始め、全日本選手権には小学3年生で小学校低学年の部に出場、5位入賞した。18歳の時にトゥーバトンで初優勝して以降、グランドチャンピオン17回、全個人種目を制覇し、また同大会に連続25回出場した。世界選手権にも通算15回の出場、金メダル7つ、銀メダル2つ、銅メダル3つを獲得。この記録は現在も女子では破られていない。

## 経歴
- 1970年：横浜に生まれる。選手引退後は、東京のダンス学校でバトントワリングの講師をしていた。
- 2004年：デモ映像を送ってあったシルク・ドゥ・ソレイユから入団の打診があり、契約。シルク史上最大規模を誇るショー「KA（カー）」に主役級の役柄として抜擢。
- 2004年：11月からショー・ビジネスの本場・ラスベガスのMGMグランドホテル内の特設会場で出演開始、これまで出演回数は1500回を超えた（2008年現在）。ショー中、ソロの演技を披露できる機会を与えられているのは高橋のみである。